# People's Choice Awards 1982
L'8ª edizione dei People's Choice Awards, presentata da Army Archerd e John Forsythe, si è svolta il 18 marzo 1982 ed è stata trasmessa dalla CBS.
In seguito sono elencate le categorie. Il relativo vincitore è stato indicato in grassetto.

## Cinema

### Film preferito
- I predatori dell'arca perduta (Indiana Jones and the Raiders of the Lost Ark), regia di Steven Spielberg
- Arturo (Arthur), regia di Steve Gordon
- Superman II, regia di Richard Lester

### Attore cinematografico preferito
- Burt Reynolds
- Clint Eastwood
- Harrison Ford

### Attrice cinematografica preferita
- Sally Field (ex aequo)
- Jane Fonda (ex aequo)
- Meryl Streep

### Giovane interprete cinematografico/a preferito/a
- Brooke Shields
- Gary Coleman
- Rick Schroder

## Televisione

### Serie televisiva drammatica preferita
- Dallas
- Dynasty
- Hill Street giorno e notte (Hill Street Blues)

### Serie televisiva commedia preferita
- M*A*S*H

### Nuova serie televisiva drammatica preferita
- Hill Street giorno e notte (Hill Street Blues)

### Nuova serie televisiva commedia preferita
- Soldato Benjamin (Private Benjamin)

### Nuovo programma televisivo preferito
- Hill Street giorno e notte (Hill Street Blues)
- Dynasty
- Falcon Crest

### Attore televisivo preferito
- Alan Alda
- Burt Reynolds
- Tom Selleck

### Attrice televisiva preferita
- Barbara Mandrell
- Stefanie Powers – Cuore e batticuore (Hart to Hart)
- Loretta Swit – M*A*S*H

### Attore preferito in una nuova serie televisiva
- James Garner – Bret Maverick
- Lee Majors – L'uomo da sei milioni di dollari (The Six Million Dollar Man)
- Daniel J. Travanti – Hill Street giorno e notte (Hill Street Blues)

### Attrice preferita in una nuova serie televisiva
- Linda Evans – Dynasty
- Michael Learned – Mary Benjamin (Nurse)
- Lorna Patterson – Soldato Benjamin (Private Benjamin)

### Giovane interprete televisivo/a preferito/a
- Gary Coleman
- Adam Rich
- Brooke Shields

## Musica

### Artista maschile preferito
- Kenny Rogers
- Neil Diamond
- Barry Manilow

### Artista country preferito/a
- Kenny Rogers
- Barbara Mandrell
- Dolly Parton

## Altri premi

### Intrattenitore preferito
- Burt Reynolds
- Alan Alda
- Kenny Rogers

### Intrattenitrice preferita
- Barbara Mandrell
- Carol Burnett
- Barbra Streisand